# Nassim Benkhodja
 (décembre 2018).
Si vous disposez d'ouvrages ou d'articles de référence ou si vous connaissez des sites web de qualité traitant du thème abordé ici, merci de compléter l'article en donnant les références utiles à sa vérifiabilité et en les liant à la section « Notes et références ».
Nassim Benkhodja est un footballeur algérien né le 2 février 1985 à Krasnodar en Russie. Il évolue au poste de gardien de but au MC El Eulma.

## Biographie
Benkhodja naît le 2 février 1985 à Krasnodar en Union soviétique, d'un père algérien et d'une mère russe. À l'âge d'un an, il s'en va vivre avec sa famille en Algérie.
Il dispute 68 matchs en première division algérienne entre 2010 et 2015.

## Palmarès
- Champion d'Algérie en 2012 avec l'ES Sétif.
- Vainqueur de la Coupe d'Algérie en 2012 avec l'ES Sétif (ne joue pas la finale).